# Tonight (David Bowie)
Tonight is het zestiende studioalbum van de Britse muzikant David Bowie, uitgebracht in 1984. Het album volgde een jaar na Let's Dance, commercieel gezien het meest succesvolle album van Bowie. Hoewel het album de nummer 1-positie bereikte in Engeland, wordt het door critici echter gezien als een minder geslaagde poging om het succes van Let's Dance op te volgen. Ook Bowie zelf nam later afstand van het album, toegevend dat het niet een van zijn betere werken was. Het album bevatte een aantal covers van onder andere de Beach Boys en Chuck Jackson. De nummers "Don't Look Down" en "Neighborhood Threat" werden oorspronkelijk opgenomen door Iggy Pop, een goede vriend van Bowie. Met hem zong hij ook het slotnummer "Dancing with the Big Boys".
Drie nummers kwamen ook uit op single. "Blue Jean" werd vergezeld door een promotiefilm van 22 minuten, genaamd Jazzin' for Blue Jean, en bereikte de tiende plaats in Nederland en de zesde plaats in Engeland. Ook "Loving the Alien" was een hit met de 25e plaats in Nederland en de negentiende positie in Bowie's thuisland. "Tonight", een duet met Tina Turner, werd in eerste instantie geen hit, maar behaalde in een live-uitvoering de nummer 1-positie in Nederland in 1988.

## Tracklist
1. "Loving the Alien" (Bowie) – 7:11
2. "Don't Look Down" (Iggy Pop/James Williamson) – 4:11
3. "God Only Knows" (Brian Wilson/Tony Asher) – 3:08
4. "Tonight" (Bowie/Pop) – 3:46
5. "Neighborhood Threat" (Bowie/Pop/Ricky Gardiner) – 3:12
6. "Blue Jean" (Bowie) – 3:11
7. "Tumble and Twirl" (Bowie/Pop) – 5:00
8. "I Keep Forgettin'" (Leiber/Stoller) – 2:34
9. "Dancing with the Big Boys" (Bowie/Pop/Carlos Alomar) – 2:59

Bonustracks op cd-uitgave 1995
1. "This Is Not America" (Bowie/Pat Metheny/Lyle Mays) – 3:51
2. "As the World Falls Down" (Bowie) – 4:46
3. "Absolute Beginners" (Bowie) – 8:00

## Musici
Producers
- David Bowie
- Derek Bramble
- Hugh Padgham

Muzikanten
- Carlos Alomar: gitaar
- Derek Bramble: basgitaar, gitaar, synthesizer, achtergrondzang
- Carmine Rojas: basgitaar
- Mark King: basgitaar op "Tumble and Twirl"
- Sammy Figueroa: percussie
- Omar Hakim: drums
- Guy St. Onge: marimba
- Robin Clark, George Simms, Curtis King: achtergrondzang
- Tina Turner: zang op "Tonight"
- Iggy Pop: zang op "Dancing with the Big Boys"

The Borneo Horns
- Stanley Harrison: alt- en tenorsaxofoon
- Steve Elson: baritonsaxofoon
- Lenny Pickett: tenorsaxofoon, klarinet
- Mark Pender: trompet;bugel
- Arif Mardin: snaararrangement, synthesizer